# Kristoffer Polaha
Kristoffer Polaha (Reno, 18 febbraio 1977) è un attore statunitense.

## Biografia
Kristoffer Caleb "Kris" Polaha ha recitato nella serie North Shore della Fox. Polaha inizia la sua carriera nella serie Miss Guided della ABC, ed è apparso nella serie televisiva Tru Calling della Fox Network. Ha interpretato per due anni la parte di Nathaniel "Baze" Bazile nella serie Life Unexpected della The CW.  Dal 2011 Polaha è nel cast della serie televisiva Ringer, in cui interpreta Henry Gallagher a fianco della protagonista Sarah Michelle Gellar che interpreta il doppio ruolo di Bridget e di sua sorella Siobhan.

## Vita privata
Kristoffer è sposato con l'attrice Julianne Morris dal 7 giugno 2003. Hanno tre figli, Kristoffer Caleb, Jr. (28 luglio 2004), Micah (6 aprile 2006) e Jude (2 gennaio 2011).

## Filmografia

### Cinema
- Home Base, regia di Colin Trevorrow (2002)
- Billy: The Early Years, regia di Robby Benson (2008)
- Back in the Day, regia di Michael Rosenbaum (2014)
- Where Hope Grows: Nulla è Perduto (Where Hope Grows), regia di Chris Dowling (2014)
- Beneath the Leaves, regia di Adam Marino (2019)
- Wonder Woman 1984, regia di Patty Jenkins (2020)
- Jurassic World - Il dominio (Jurassic World: Dominion), regia di Colin Trevorrow (2022)

### Televisione
- Roswell – serie TV, episodio 3x11 (2002)
- Birds of Prey – serie TV, episodio 1x07 (2002)
- America's Prince: The John F. Kennedy Jr. Story, regia di Eric Laneuville – film TV (2003)
- North Shore – serie TV, 21 episodi (2004)
- Dr. House - Medical Division (House, M.D.) – serie TV, episodio 2x06 (2005)
- CSI: Miami – serie TV, episodio 5x06 (2006)
- Bones – serie TV, episodio 2x10 (2006)
- Mad Men – serie TV, 4 episodi (2007-2009)
- Miss Guided – serie TV, 7 episodi (2008)
- Valentine – serie TV, 8 episodi (2008-2009)
- Senza traccia (Without a Trace) – serie TV, episodio 7x18 (2009)
- Better Off Ted - Scientificamente pazzi (Better off Ted) – serie TV, episodio 1x04 (2009)
- Dollhouse – serie TV, episodio 2x02 (2009)
- Life Unexpected – serie TV, 26 episodi (2010-2011)
- Ringer – serie TV, 22 episodi (2011-2012)
- Made in Jersey – serie TV, 7 episodi (2012)
- Diario di una nerd superstar (Awkward) – serie TV, episodi 2x07-2x08 (2012)
- CSI - Scena del crimine (CSI: Crime Scene Investigation) - serie TV, episodio 14x10 (2013)
- Backstrom – serie TV, 13 episodi (2015)
- Castle – serie TV, episodi 8x08-8x10-8x19-8x22 (2015-2016)
- Rocky Mountain Christmas, regia di Tibor Takács – film TV (2017)
- La perla del paradiso (Pearl in Paradise), regia di Gary Yates - film TV (2018)
- Mystery 101 – serie TV, episodi 7 (2019-2021)
- Una vacanza molto speciale (Double Holiday), regia di Don McBrearty – film TV (2019)
- Tanti piccoli fuochi (Little Fires Everywhere) – miniserie TV, 2 puntate (2020)
- The Good Doctor – serie TV, episodio 4x08 (2021)
- A Dickens of a Holiday!, regia di Paul Ziller – film TV (2021)
- Un Natale per rinnamorarsi (We Wish You a Married Christmas), regia di Paul Ziller - film TV (2022)
- Natale a Biltmore (A Biltmore Christmas), regia di John Putch - film TV (2023)
- Shelter - serie TV, 4 episodi (2023)

## Doppiatori italiani
Nelle versioni in italiano delle opere in cui ha recitato, Kristoffer Polaha è stato doppiato da:
- Francesco Bulckaen in North Shore, Ringer
- Francesco Pezzulli in Dr. House - Medical Division, La perla del paradiso
- Massimo De Ambrosis in Wonder Woman 1984, Natale a Biltmore
- Marco Vivio in Condor, Mystery 101
- Gianfranco Miranda in CSI: Miami
- Giorgio Locuratolo in Mad Men
- Alessio Cigliano in Life Unexpected
- Roberto Gammino in CSI - Scena del crimine
- Stefano Crescentini in Castle
- Stefano Bianchini in Una vacanza molto speciale
- Riccardo Rossi in Shelter